# 林同骥
林同骥（1918年12月12日—1993年7月29日），福建福清東瀚村人，生于京兆地方（今北京市），中国空气动力学家、流体力学家。

## 生平
1918年，生於京兆地方（今北京市）。1942年7月，毕业于国立中央大学工学院航空工程系。1948年9月，获英国伦敦大学航空工程博士学位。曾赴美分别在西雅图华盛顿大学、加州大学、布朗大学从事稀薄气体、流体力学和弹性力学方面的研究。
1955年，回国后参与创建中国科学院力学研究所，先后担任了流体力学组组长、“上天”设计院（即1001设计院）风洞部部长和十一室主任等职，主持设计建造了中国第一座超声速风洞。1983年，他亲自组织队伍开展海洋工程力学研究。
历任力学研究所研究员、副所长，第七机械工业部701所研究员、副所长，中国力学学会副理事长兼秘书长，《力学学报》副主编、主编等职。

## 学术贡献
在稀薄气体力学、高超声速、跨声速空气动力学和不可压缩流体动力学等广泛的领域中都有重要的研究成果，为中国空气动力学、海洋工程力学、力学学科建设等做了奠基性和推动性的贡献。

## 家庭
妻子张斌为化学家，文革中曾因莫须有的罪名身陷囹圄。妻舅是质量管理学家刘源张。长兄林同济，1933年获加利福尼亚大学伯克利分校政治学博士，曾长期担任复旦大学教授；二哥林同炎为结构工程師、桥梁专家，美国国家科学奖章获得者。 加州大学洛杉矶分校教授、美国国家工程院院士林同骅为其堂兄。